# Принципий
Принципий (лат. Principius) — римский политический деятель конца IV века.
Он известен из эдиктов в составе Кодекса Феодосия. В 373 году Принципий был назначен префектом Рима. Больше о его карьере ничего неизвестно.